# Lieuron
Lieuron (en bretó Luzron) és un municipi francès, situat a la regió de Bretanya, al departament d'Ille i Vilaine. L'any 2006 tenia 644 habitants.

## Demografia
| 1962                                       | 1968 | 1975 | 1982 | 1990 | 1999 |
| ------------------------------------------ | ---- | ---- | ---- | ---- | ---- |
| 502                                        | 555  | 561  | 526  | 505  | 560  |
| Des de 1962: població sense dobles comptes |      |      |      |      |      |

## Administració
| Període   | Identitat       | Partit |
| --------- | --------------- | ------ |
| 1959-1965 | Maurice Danaire |        |
| 1965-1988 | Edouard Simon   | RI     |
| 1988-1989 | Constant Moison |        |
| 1989-     | Gilbert Amossé  | PS     |